# August von Berger
August Erich Johann von Berger (* 26. Januar 1765 in Celle; † 4. August 1850 in Hannover) war ein hannoverscher Generalleutnant und Gesandter in Berlin.

## Leben

### Herkunft
August war der älteste Sohn des hannoverschen Regierungsrates Heinrich Albrecht von Berger (1731–1781) und dessen Ehefrau Ernestine, geborene von Schilden († 1806).

### Karriere
Berger trat 1780 in das Infanterieregiment „von Ahlefeld“ der Kurhannoverschen Armee ein und avancierte bis Mitte August 1794 zum Hauptmann und Oberadjutanten. Im Jahr 1799 wurde er zum Kompaniechef ernannt. Nachdem das Kurfürstentum in der Konvention von Artlenburg im Jahr 1803 vor Napoleon kapituliert hatte, trat er in die King’s German Legion über. Am 18. Januar 1806 wurde er Major im 1. Linien-Bataillon und kam am 21. Januar 1807 zum 7. Linien-Bataillon. Er nahm 1809 an der Schlacht bei Talavera teil und erhielt dafür die Goldmedaille. Berger schied am 28. September 1810 mit Pension aus dem Militärdienst.
Im Vorfeld der Befreiungskriege errichtete er im Frühjahr 1813 das Lauenburgsche Infanteriebataillon. Im August wurde er zum Oberstleutnant befördert und als Generaladjutant bei General Ludwig von Wallmoden-Gimborn verwendet. Im Jahr 1814 erfolgte mit der Beförderung zum Oberst seine Ernennung zum Kommandeur einer Infanteriebrigade. 1815 kam er als Chef des Stabes zum General Carl von Alten.
Nach dem Krieg wurde Berger am 12. Dezember 1818 Generalmajor der Hannoverschen Armee und Chef des 9. Infanterie-Regiments. Am 1. April 1831 wurde er als Kommandeur zur 3. Infanterie-Brigade versetzt und am 24. März 1836 als Generalleutnant pensioniert. Für sein Wirken wurde Berger während seine Militär-Karriere mit dem Guelphen-Orden (Commander-Klasse 1815 und Großkreuz 1838) ausgezeichnet; er erhielt die Waterloo-Medaille, den russischen Orden des Heiligen Wladimir IV. Klasse und den Orden der Heiligen Anna II. Klasse sowie die Hanseatische Medaille 1813–1814.
Anschließend war er von 1838 bis 1843 Gesandter in Berlin. Sein Nachfolger wurde Ludwig von Kielmannsegge. Berger starb am 4. August 1850 in Hannover.

### Familie
Berger heiratete am 14. März 1793 Amalie von Döring (1768–1813). Das Paar hatte mehrere Kinder:
- Ludwig Heinrich Georg (1799–1858), hannoverscher Generalleutnant

⚭ 1822 Charlotte von Marschalck (1800–1834)
⚭ 1836 Emilie von der Decken (1810–1885)
- Ferdinand (180?–1870), hannoverscher Oberstleutnant a. D.
- Ernst (1802–1804)
- Ernst (1804–1823), hannoverscher Leutnant
- Sophie (1805–1882) ⚭ 1823 August von Bothmer († 1886)
- Henriette (1807–1895) ⚭ 1832 Friedrich Marschalck von Bachtenbrock (1801–1874), Erbmarschall[2]
- Emil (1813–1900), preußischer General der Infanterie ⚭ 1851 Emilie von Zeuner (1813–1897), verwitwete Gräfin Bruges